# Casa a la placeta dels Abeuradors (Vilac)
Casa a la placeta dels Abeuradors és una casa de Vilac, al municipi de Vielha e Mijaran (Vall d'Aran) inclosa a l'Inventari del Patrimoni Arquitectònic de Catalunya.

## Descripció
El portal d'accés a allò que seria la cort d'un "auviatge", conserva una porta de fàbrica amb una llinda que duu la següent inscripció: "PAU de (monograma de Crist) M (iquel) E(stremé), 1702". Al fons resta en peu la paret de tancament d'un antic edifici amb les arestes graonades ("penaus").

## Història
El qüestionari de Fc. Zamora (nº18 i ss.) parla de les cases Vilac (1789). De confirmar-se la interpretació de la inscripció, s'ha d'identificar amb Çò de Sebastià, una branca del de Miquel Capdet que hauria estat fundada per Francesc de Miquel (1698-1730) i la seva muller Joana Estremé. Llur fill Fèlix de Miquel Estremé fou un afamat metge de la Val d'Aran (1728-1778), i deixà una llarga descendència.